# Donna Summer
Donna Summer (født LaDonna Adrian Gaines; 31. december 1948 i Boston, Massachusetts – 17. maj 2012 i Naples, Florida) var en amerikansk sangerinde og sangskriver, der havde sin storhedstid i 1970'erne og som dengang havde tilnavnet "The Queen of Disco".
Summer var oprindeligt gospelsanger forinden hun fik pladekontrakt, og var kendt for sin kraftige vokal. Selvom om hun hovedsagelig var kendt for sine hits i discogenren, spændte Summers repertoire over rhythm and blues, rock, pop og gospel. Summer var en af de mest succesfulde artister fra 70'erne, og var den første artist, der havde tre dobbeltalbum i træk på førstepladsen på den amerikanske hitliste Billboard Charts. Hun opnåede tillige at have fire nr. 1 hitsingler inden for en periode på 13 måneder. Donna Summers egen hjemmeside hævder, at hun har solgt mere end 130 millioner plader.
Summers karriere begyndte som back-up sanger for en række bands, herunder Three Dog Night, og fik i starten af 1970'erne en pladekontrakt med et hollandsk pladeselskab, hvor hun opnåede en vis succes i Frankrig, Holland og Belgien i 1974. Året efter udgav hun sangen "Love to Love You Baby", der blev et mindre hit i Europa. Det amerikanske pladeselskab Casablanca var imidlertid begejstrede for sangen, og udgav en 17 minutter lang single i USA. Nummeret opnåede en guldplade med mere end 1 million solgte eksemplarer og en 2. plads på hitlisterne. En endnu længere version blev inkluderet på albummet Love to Love You Baby fra 1975. Sangen havde eksplicitte seksuelle referencer og Summers fremførsel af sangen med stønnen og simuleret orgasme gjorde hende til et ikon i diskomiljøet. 
Summer fulgte successen op med en række singler og album, herunder hittet I Feel Love, der blev en milepæl indenfor discomusikken. Sangens brug af synthesizer var revolutionerende, ligesom sangens hypnotiske forløb har inspireret senere kunstnere inden for technomusikken. 
Summer fortsatte gennem 1970'erne succesfuldt med at indspille disco, men skiftede i 1979 stil med dobbeltalbummet Bad Girls, der introducerede rock, funk, blues og soul til elektroniske beats. Albummet, der blev Summers mest succesfulde album i karrieren, indeholdt en række hitsingler, herunder "Bad Girls" og "Hot Stuff". Donna Summer modtog i 1980 en Grammy Award for Best Female Rock Vocal Performance for sit vokalarbejde på sangen "Hot Stuff".
Summer udgav fortsat plader op gennem 1980'erne og 1990'erne og arbejde sammen med blandt andet Quincy Jones og Michael Jackson, der sang baggrundsvokal på sangen "State of Independence" fra albummet Donna Summer fra 1982. Hun opnåede endnu et massivt hit i 1983 med albummet She Works Hard for the Money og titelsangen fra dette album. I 1998 opnåede hun endnu en Grammy Award for Best Dance Recording for sangen "Carry On".
I 2009 optrådte hun for den amerikanske præsident Barack Obama ved nobelprisuddelingen i Oslo.
Summer døde 17. maj 2012 i sit hjem i Naples, Florida i en alder af 63 år. Dødsårsagen var lungekræft. Donna Summer var ikke-ryger  , og hun var selv overbevist om, at sygdommen skyldtes indånding af giftigt støv fra sammenstyrtningen af Twin Towers Arkiveret 12. august 2020 hos  Wayback Machine, som hun boede i nærheden af, da sammenstyrtningen skete. 
Donna Summer blev begravet i Nashville den 23. maj 2012.

## Albumudgivelser
- Lady of the Night (1974)
- Love to Love You Baby (1975)
- A Love Trilogy (1976)
- Four Seasons of Love (1976)
- I Remember Yesterday (1977)
- Once Upon a Time (1977)
- Live and More (livealbum, 1978)
- Bad Girls (1979)
- On The Radio (1979)
- The Wanderer (1980)
- I'm a Rainbow (1981; udgivet 1996)
- Donna Summer (1982)
- She Works Hard for the Money (1983)
- Cats Without Claws (1984)
- All Systems Go (1987)
- Another Place and Time (1989)
- Mistaken Identity (1991)
- Christmas Spirit (1994)
- Live And More Encore (livealbum, 1999)
- Crayons (2008)

Herudover er udgivet en lang række opsamlingsalbum med Donna Summer.